# Pleuroziaceae
Pleuroziaceae är en familj av bladmossor. Pleuroziaceae ingår i ordningen Pleuroziales, klassen Jungermanniopsida, divisionen bladmossor och riket växter. Enligt Catalogue of Life omfattar familjen Pleuroziaceae 4 arter.
Pleuroziaceae är enda familjen i ordningen Pleuroziales.
Kladogram enligt Catalogue of Life:
| Pleuroziaceae | \| \| Eopleurozia \| \| \| \| \| \| Pleurozia \| \| \| \| |
|               | \| \| Eopleurozia \| \| \| \| \| \| Pleurozia \| \| \| \| |
|               | Eopleurozia                                               |
|               |                                                           |
|               | Pleurozia                                                 |
|               |                                                           |